# Hrvatska košarkaška reprezentacija do 18 godina
Hrvatska košarkaška reprezentacija za igrače do 18 godina starosti predstavlja Hrvatsku na međunarodnim natjecanjima za igrače u toj dobnoj kategoriji. Krovna organizacija je Hrvatski košarkaški savez.

## Izbornici
- Jakša Vulić
- Vlado Vanjak
- Ante Nazor

## Trenutačni sastav
- (na EP 2013. u Latviji)

Gulam, Jukić, Marinelli, Bošnjak, Gabrić, Ćorić, Jelenek, Kozić, B.Žganec, Arapović, Mazalin, K.Žganec

## Unutarnje poveznice
- Hrvatska košarkaška reprezentacija
- Hrvatska košarkaška reprezentacija do 16 godina
- Hrvatska košarkaška reprezentacija do 20 godina
- Hrvatski košarkaški savez

## Vanjske poveznice
- Službena stranica Hrvatskog košarkaškog saveza
- Crošarka  Arhivirana inačica izvorne stranice od 27. kolovoza 2013. (Wayback Machine)